# The Source (magazine)
 (septembre 2021).
Pour le film documentaire, voir The Source (film).
The Source est un magazine américain traitant de « musique Hip-Hop, politique et culture ». La première trace du magazine remonte à une lettre d'information de David Mays et Jon Shecter datant de 1988. Le magazine, surnommé par beaucoup, la Bible du Hip-Hop,, est détenu aujourd'hui par l'entreprise Black Enterprise Incorporated et Jeremy Miller en est son chef de publication.
Une version francophone et indépendante de celle des États-Unis sur sa ligne éditorialiste a vu le jour entre 2003 et 2006.

## Histoire

### Le magazine
The Source commença en 1988 par la rencontre à Harvard de David Mays et Jon Shecter. Ces deux étudiants blancs étaient alors très influencés par le Hip-Hop et souhaitaient faire l'éloge de cette culture naissante. Le premier numéro n'était autre qu'une lettre d'information d'un concert. C'est seulement lorsque le magazine obtint une interview de LL Cool J qu'il cessa d'être une lettre d'information pour devenir un magazine.
Ils décidèrent alors de promouvoir leurs amis James Benard et Ed Young qui devinrent actionnaires du magazine. Dans le même temps, David Mays devint directeur de publication et Jon Shecter éditeur en chef. Le siège social quitta Boston pour New York en 1990 ce qui permit d'étendre le magazine à un plus large marché.
The Source devint le plus respecté des magazines hip-hop,, notamment à l'époque où Selwyn Seyfu Hinds en est le rédacteur en chef. Le magazine comprenait une catégorie fort connue : les Unsigned Hype. Il s'agissait de la présentation des meilleurs talents sans contrats avec une major. DMX, Eminem, Notorious B.I.G., Common et 50 Cent furent les plus connus d'entre eux.
Le magazine ne parle pas seulement de musique Hip-Hop comme l'indique le slogan de sa couverture (Hip-hop music, politics and culture). On y trouve des articles sur les différents problèmes des ghettos (drogue, bavures policières, ...). Le magazine compte plus de huit millions d'abonnés dans le monde et représente l'un des plus populaires magazines musicaux dans le monde.
Avec l'expansion du magazine, The Source eut ensuite ses propres émissions de télévision : All-Access et Sound Lab. Chaque année, des récompenses sont données à des rappeurs pour leur contribution au Hip-Hop. La direction décida également d'offrir une compilation de hits Hip-Hop à chaque magazine. En 2003, elle distribua une version française du magazine. Plus tard vinrent les versions latine et israélienne. Ces versions mélangeaient articles originaux traduits et articles inédits sur les scènes locales. Dernièrement, l'entreprise a investi dans les sonneries de téléphones portables.

### LesThe Source Awardset leurs scandales
Le magazine est aussi réputé pour ses annuels The Source Hip-hop Music Awards Show. Le premier show date de 1994 et fut marqué par l'interruption du concert d'A Tribe Called Quest par Tupac Shakur mais aucune rixe n'en résulta.
La deuxième émission eut lieu le 3 août 1995 au Madison Square Garden. Beaucoup de faits durant ce show rappelèrent les tensions de l'époque entre East Coast et West Coast. Suge Knight, le manager de Death Row Records, déclara devant une foule de rappeurs : « Si vous ne voulez pas que votre manager soit sur vos albums ou dans vos clips, venez chez Death Row », en référence à l'omniprésence de Puff Daddy sur les morceaux de ses protégés. À la suite de cela, le show fut interrompu jusqu'en 1999. Cette attaque verbale fut considérée comme l'un des faits marquants de la guerre entre les deux côtes et peut être considérée comme indirectement liée aux morts de Tupac Shakur en 1996 et de Notorious B.I.G. en 1997.
Le 29 août 2000 à Pasadena en Californie, les Awards furent stoppés par les violences ayant lieu dans le public et les coulisses. Les deux tiers des Awards ne furent pas décernés et deux des shows furent écourtés. En outre, DJ Quik fut hospitalisé et Pasadena banni par The Source pour l'organisation de leurs futurs cérémonies. Depuis cette date, les autres cérémonies se sont déroulés sans le moindre accroc[réf. nécessaire].

## Les Albums auxcinq micros
Le « Record Report » est une rubrique spéciale dans laquelle les journalistes notent les albums. Chaque album reçoit une évaluation comprise entre un mic et cinq mics (microphones). Un album qui compte 4,5 ou 5 Mics est considéré comme de « qualité supérieure ».
Lil' Kim est la première et la seule rappeuse ayant reçu les fameux 5 mics pour son album The Naked Truth (en) sorti en 2005.
Le double album Arc-En-Ciel Pour Daltoniens / Peines de Maures de La Caution est le seul album francophone à avoir reçu cette distinction sur la version française du magazine[réf. nécessaire].
Depuis la création du journal moins d'une cinquantaine d'albums  ont reçu « cinq micros » :
Albums qui ont reçu « 5 mics » à leur sortie :
- People's Instinctive Travels and the Paths of Rhythm -- A Tribe Called Quest
- Let the Rhythm Hit 'Em -- Eric B. & Rakim
- AmeriKKKa's Most Wanted -- Ice Cube
- One for All -- Brand Nubian
- De La Soul Is Dead -- De La Soul
- The Low End Theory -- A Tribe Called Quest
- Illmatic -- Nas
- Life After Death -- The Notorious B.I.G.
- Aquemini -- Outkast
- The Blueprint -- Jay-Z
- Stillmatic -- Nas
- The Fix -- Scarface
- The Naked Truth (en) -- Lil' Kim
- Trill O.G -- Bun B
- My Beautiful Dark Twisted Fantasy -- Kanye West

Albums qui n'ont pas été évalués lors de leur sortie mais qui ont reçu « 5 mics » plus tard, en 2002 :
- Run-D.M.C. -- Run-D.M.C.
- Radio (album) -- LL Cool J
- Licensed to Ill -- Beastie Boys
- Raising Hell -- Run-D.M.C.
- Criminal Minded -- Boogie Down Productions
- Paid in Full -- Eric B. & Rakim
- By All Means Necessary -- Boogie Down Productions
- It Takes a Nation of Millions to Hold Us Back -- Public Enemy
- Long Live The Kane -- Big Daddy Kane
- Critical Beatdown -- Ultramagnetic MCs
- Straight Out the Jungle -- Jungle Brothers
- Strictly Business -- EPMD
- The Great Adventures of Slick Rick -- Slick Rick
- Straight Outta Compton -- N.W.A.
- No One Can Do It Better -- The D.O.C.
- All Eyez on Me -- 2Pac

Albums qui ont reçu « 4,5 mics », et ont été ré-évalués en « 5 mics » : 
- Breaking Atoms -- Main Source
- Death Certificate -- Ice Cube
- The Chronic -- Dr. Dre
- Enter the Wu-Tang (36 Chambers) -- Wu-Tang Clan
- Ready to Die -- The Notorious B.I.G.
- The Infamous -- Mobb Deep
- Only Built 4 Cuban Linx... -- Raekwon
- 2001 -- Dr. Dre

Albums qui ont reçu « 4 mics », et ont été ré-évalués en « 5 mics » : 
- Grip It! On That Other Level -- Geto Boys
- Doggystyle -- Snoop Doggy Dogg
- The Diary -- Scarface
- Me Against the World -- 2Pac
- The Score -- The Fugees
- Reasonable Doubt -- Jay-Z